# Гориця (Радовлиця)
Гориця (словен. Gorica) — поселення в общині Радовлиця, Горенський регіон, Словенія. Висота над рівнем моря: 521,42 м.